# Torre de Cal Torratxar
La Torre de Cal Torratxar és un monument protegit com a bé cultural d'interès nacional del municipi de Vilanova d'Escornalbou (Baix Camp), situat a l'agregat de l'Arbocet.

## Descripció
Antiga torre de defensa rodona -troncocònica- que formà part del casal fort que originà el nucli de la població. Obra de paredat que conserva senyals d'alguns merlets i de mènsules de quatre matacans. Petites obertures reforçades amb carreus

## Història
La torre de cal Torratxar data probablement del segle xv. És una de les dues torres que donen la imatge característica a l'Arbocet; l'altra és la Torre del Madico, també anomenada Torre del Gravat, de construcció posterior. Les dues torres haurien format part d'un recinte emmurallat que es va conservar fins a començaments del segle xviii. Dins del clos, al qual s'accedia per dos portals, hi havia una dotzena de cases, alguns corrals i un forn de pa. El carrer de Dalt va ser edificat entre la segona meitat del segle xviii i el primer quart del XIX.
La veu popular diu que a la torre rodona s'hi hostatjaven els cristians, i a la quadrada, els moros.